# 韋恩鎮區 (愛荷華州門羅縣)
韋恩鎮區（英語：Wayne Township）是位於美國愛荷華州門羅縣的一個行政鎮區。

## 地方資料
根據2010年美國人口普查的數據，韋恩鎮區的面積為93.66平方千米，當中陸地面積為93.66平方千米，而水域面積為0.00平方千米。當地共有人口87人，而人口密度為每平方千米0.93人。